# 蜘蛛驚
《蜘蛛驚》（英語：Sting）是一部2024年上映的恐怖電影，由齊亞·羅區-透納（Kiah Roache-Turner）編劇和執導，主演有瑞恩·科爾、艾莉拉·布朗（Alyla Browne）、潘妮洛普·米契爾（Penelope Mitchell）、羅賓·內文（Robyn Nevin）、諾妮·哈澤赫斯（Noni Hazelhurst）、席薇雅·可洛卡（Silvia Colloca）、Danny Kim和Jermaine Fowler。電影講述了一個小女孩秘密飼養一隻蜘蛛作為寵物，後來蜘蛛變成了一隻巨型怪物的故事。
《蜘蛛驚》於2024年4月12日在美國和加拿大上映。

## 劇情
夏綠蒂是一個叛逆的12歲女孩，與她過度勞累的繼父伊森、母親希瑟和同母異父的小弟弟利亞姆住在一棟破舊的公寓樓裡。夏綠蒂經常獨自一人，偶然發現了一隻從墜落在她姨婆公寓裡的奇異發光物中孵化出的小蜘蛛。出於好奇，她決定將蜘蛛當作寵物，取名為「刺刺」。
隨著夏綠蒂照顧刺刺，蜘蛛開始以驚人的速度成長。她最初對蜘蛛的體型保密，但隨著其體型越來越難以隱藏，父親和鄰居開始注意到大樓周圍發生的奇怪事件。刺刺的體型不斷增大和無法滿足的食慾很快導致寵物和居民的死亡。夏綠蒂和繼父的關係因親生父親的現狀而緊張。伊森崩潰時，刺刺在夏綠蒂和她弟弟身邊攻擊了雙親。
隨著刺刺成為巨型蜘蛛，緊張局勢升級，牠用模仿聲音誘捕了大樓內的多名居民。夏綠蒂意外地從祖母那裡得知了蜘蛛的弱點，開始尋找失蹤的家人。在營救伊森的過程中，他們面臨了刺刺的智慧和適應能力等重重障礙。在大樓地下室的對決中，刺刺攻擊了衆人，導致了一場激戰。
夏綠蒂在伊森的幫助下設計了一個陷阱，引誘刺刺進入，用垃圾壓縮裝置最終摧毀了牠，但也付出了重大代價。在確保家人安全後，他們並未意識到刺刺已經產下了數顆卵，其中一顆開始孵化。

## 演員
- 瑞恩·科爾 飾 伊森
- 艾莉拉·布朗 飾 夏洛特
- 潘妮洛普·米契爾 飾 希瑟
- 羅賓·內文 飾 Gunter
- 諾妮·哈澤赫斯 飾 Helga
- 席薇雅·可洛卡 飾 Maria
- Danny Kim 飾 Erik
- Jermaine Fowler 飾 Frank
- Tony Black 飾 Officer Miller
- Jett Berry 和 Kade Berry 飾 小利亞姆
- Lee Perry 飾 紀錄片旁白

## 製作
主体拍摄在澳大利亚進行，並於2023年2月完成拍攝。

## 發行
《蜘蛛驚》於2024年4月12日在美國由Well Go USA Entertainment發行。
該片計劃於2024年5月1日在台湾上映，5月16日在新西蘭上映，5月31日在英國上映，6月20日在德國上映，隨後於2024年7月在澳大利亞和西班牙上映。

## 反響

### 票房
《蜘蛛驚》在北美（美國、加拿大和波多黎各）的975家影院上映的首個周末收入825,797美元。
截至2024年5月16日，該片在全球收入1,611,120美元，其中北美收入佔近70%，國際收入為486,610美元。